# Breda Ba.26
Il Breda Ba.26 era un monomotore biplano da addestramento realizzato dall'azienda italiana Società Italiana Ernesto Breda negli anni trenta e rimasto allo stadio di prototipo.
Sviluppato come possibile alternativa alleggerita al Ba.25, durante la valutazione del prototipo non rivelò possedere le caratteristiche sperate ed il progetto venne cancellato.

## Storia

### Sviluppo
Date le impressioni positive ottenute dal prototipo biposto del Ba.25, progettato all'inizio degli anni trenta per soddisfare una specifica emessa dal Ministero dell'aeronautica per conto della Regia Aeronautica, la Breda decise, su iniziativa privata, di svilupparne una versione alleggerita, modificata nella motorizzazione e nella velatura.
Il modello, presumibilmente destinato al mercato dell'aviazione generale, presentava un'apertura alare maggiore ed adottava un motore aeronautico meno potente, sempre un radiale ma di produzione cecoslovacca, il Walter NZ-120 accreditato di 140 CV (103 kW). Pur dotato di minor potenza e di maggior resistenza aerodinamica data la maggiore velatura, nelle intenzioni dell'azienda avrebbe dovuto superare nelle prestazioni il suo predecessore.
Il Ba.26 venne portato in volo per la prima volta verso la fine del 1931 ma le prove in volo non confermarono le aspettative del progetto. Le prestazioni del nuovo modello risultavano, se non peggiori, equivalenti al Ba.25 per cui se ne interruppe lo sviluppo ed il progetto venne cancellato.

## Descrizione tecnica
Il Ba.26 era un velivolo di aspetto convenzionale per l'epoca, realizzato in tecnica mista e che ricalcava l'impostazione del suo predecessore; monomotore biplano, biposto a carrello fisso.
La fusoliera, realizzata in tubi d'acciaio saldati e rivestita in legno e tela, era caratterizzata dalla presenza di due abitacoli aperti, entrambi protetti da parabrezza, destinati all'istruttore ed all'allievo pilota. Posteriormente terminava in un impennaggio tradizionale monoderiva con piani orizzontali controventati.
La configurazione alare era biplana, con ali anch'esse a costruzione mista, di forma e dimensioni identiche, l'inferiore montata bassa sulla fusoliera e la superiore montata alta a parasole, quest'ultima collegata alla parte superiore della fosoliera tramite un castello tubolare e collegate tra loro da una coppia di montanti per lato integrati da tiranti in filo d'acciaio.
Il carrello d'atterraggio era un semplice biciclo fisso, collegato alla parte inferiore della fusoliera da un complesso tubolare ammortizzato, integrato posteriormente da un pattino d'appoggio posizionato sotto la coda.
L'apparecchio poteva essere equipaggiato con sci ed essere trasformato in idrovolante.